# 3. српска пешадијска бригада ВРС
3. српска пешадијска бригада је била једна од јединица Војске Републике Српске. Бригада је основана у децембру 1994, по наредби Генералштаба ВРС како би се ојачао ливањско-гламочки фронт.

## Састав и наоружање
Бригада је у свом саставу је имала три батаљона. Први батаљон је био из Првог крајишког корпуса, други, мешовити, по једна чета из 1. корпуса, 89. ракетне бригаде и Центра службе безбедности МУП Бања Лука, а трећи батаљон је био из Дринског корпуса. Борачки састав и бројно стање бригаде мењали су се током рата, будући да су борци боравили у бригади сменски, обично по 30 дана. Тако је бригада на пролеће 1995. имала око 1.000 војника, већином из Дринског корпуса.
Од борбених средстава јединица је располагала са шест хаубица 122 mm, једним вишецевним бацачем ракета „Огањ”, четири минобацача 120 mm, два тенка Т-55 и два противавионска топа 30/2 mm.

## Ратни пут
Бригада је крајем 1994, треће године рата у Босни, размештена у очекујући рејон у села Опачић, Рајићке, Младешковце и Дубраве у Гламочком пољу и стављена под команду 2. крајишког корпуса. За одбрану правца који из Ливањског поља преко планине Старетине изводи у Гламочко поље уведена је крајем марта 1995. године. Леви сусед бригаде је била 5. гламочка бригада. Бригада је успешно изводила одбрану током напада хрватских снага у операцији Скок 2 до 26. јула 1995. године, када су хрватске снаге у операцији Љето 95, нападајући правцем Шатор — с. Поповићи — с. Шумњаци, изманеврисале њену зону одбране и натерале је на повлачење; бригада је приликом повлачења изгубила целокупно артиљеријско наоружање. Због повлачења 3. српске бригаде пао је Гламоч, јер се 5. гламочка бригада морала повући како не би пала у окружење.
Бригада је у августу изашла из састава 2. крајишког корпуса и ушла у састав новоформиране Оперативне групе — 2 у склопу Првог крајишког корпуса. Заузела је одбрану на правцу Гламоч — Млиништа — Мркоњић Град. Дужност команданта бригаде преузео је Радослав Лакић, дотадашњи командант 1. батаљона војне полиције Првог крајишког корпуса. Приликом командантског извиђања почетком септембра, Радослава Лакића заробили су, а потом убили хрватски војници. У хрватској операцији Маестрал, 3. српска бригада је протерана с превоја Млиниште.
Током напада хрватских снага на Мркоњић Град у операцији Јужни потез почетком октобра, бранила је положаје на планини Димитор.

## Послератни пут
По завршетку ангажовања на овом правцу, борачки састав из ове бригаде вратио се у своје матичне јединице.